# Business-to-dealer
Business-to-dealer (B2D) är en marknadsstrategi som inbegriper transaktioner och flöden av varor mellan lagerhållande grossist eller tillverkare och återförsäljare i detaljhandelsledet eller på företagsmarknaden (Business-to-business, B2B).
Begreppet som vuxit fram med rötter i traditionell grossistverksamhet har kommit att omfatta juridiska aspekter, distribution, lagerhållning, marknadsförings- och försäljningsstrategier såväl som prissättning och marginalfördelning i del olika leden av kedjan till slutnyttjare.
B2D kan ställas i relation till vad som kallas Business-to-consumer (B2C) och Business-to-business (B2B).